# Guaraní bolivià oriental
El guaraní bolivià oriental o chiriguano (Chawuncu) és una llengua tupí-guaraní parlada a Bolívia, a l'Argentina i al Paraguai.
A Bolívia la llengua es parla dins els departaments de Santa Cruz, Sucre i Tarija. A l'Argentina els parlants viuen a la província de Salta. Pel que fa al Paraguai, l'idioma és parlat només per vint-i-quatre persones que viuen dins el departament de Boquerón.